# Virgo (интерферометр)
Virgo (иногда стилизуется как VIRGO) — франко-итальянский детектор гравитационных волн, расположенный в Европейской гравитационной обсерватории EGO (коммуна Кашина, вблизи итальянского города Пиза), а также одноимённая коллаборация, занимающаяся его разработкой и обслуживанием. В 2016 году в обсерватории работало 338 сотрудников. Адрес: European Gravitational Observatory, Via Edoardo Amaldi, Santo Stefano a Macerata, 56021 — Cascina (PI) — Italy.
Строительство комплекса Virgo закончено в июне 2003 года (расходы составили 72 миллиона евро), а первые научные данные получены в мае 2007 года. В 2012 году разработан проект обновления детектора до Advanced Virgo. Запуск модернизированной установки состоялся в 2017 году, чувствительность удалось повысить примерно в 10 раз.

## Устройство

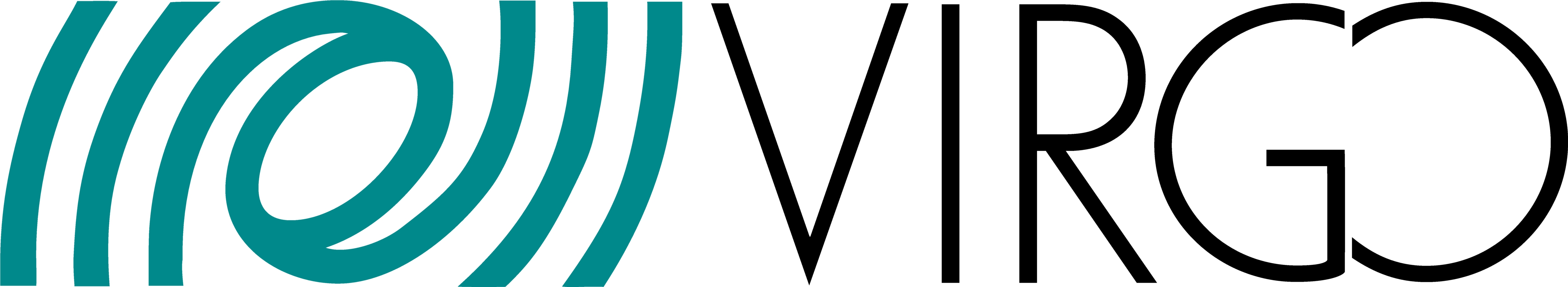
Логотип

Основной частью детектора является лазерный интерферометр Майкельсона, каждое плечо которого имеет длину 3 километра. Переотражения сигнала на концах плеч увеличивают их эффективную длину до 120 километров. Диапазон чувствительности Virgo — от 10 до 6 000 Герц, в оптимуме точность измерений достигает {\displaystyle 10^{-22}}. Ширина диапазона в совокупности с высокой чувствительностью детектора позволяет надеяться зафиксировать с его помощью гравитационное излучение от взрывов сверхновых и слияний двойных систем в нашей Галактике и во многих близких к ней, например, из всего скопления Девы.
Чтобы достичь необходимой высокой чувствительности, для Virgo были разработаны уникальные высокомощные ультрастабильные лазеры, зеркала со сверхвысоким коэффициентом отражения, сейсмические изоляторы и контроллеры положения и направления.
В оптической части Virgo используется один из самых стабильных когда-либо построенных лазеров (2009). Для производства зеркал с коэффициентом отражения свыше 99,999 % и нанометровой точностью формы была построена специальная фабрика оптических покрытий. Изоляция оптических частей интерферометра от сейсмических шумов обеспечивается десятиметровыми в высоту многоступенчатыми маятниковыми системами. Внутренняя часть интерферометра вакуумирована до давления {\displaystyle 10^{-10}} миллибара, чтобы исключить шумы, возникающие в воздухе. Эта часть включает в себя две трубы длиной по 3 километра и диаметром 1,2 метра, и таким образом является самой большой по объёму вакуумной установкой в Европе (6800 м³) и третьей по размеру в мире (после интерферометров LIGO). Трубы покоятся на 20-метровых бетонных элементах, которые поддерживаются примерно тысячей бетонных свай, углубленных на 20—50 метров для достижения слоёв, не подверженных поверхностной вибрации. Для достижения столь низкого давления трубы были изготовлены по специальной технологии, включающей десорбцию водорода из металла труб; кроме того, перед каждым циклом работы интерферометра для удаления водяного пара трубы прогреваются до 150 °С в течение нескольких суток.

## Научные результаты
Коллаборации LIGO и Virgo договорились о совместной обработке данных с детекторов. 11 февраля 2016 года ими было объявлено о первом прямом наблюдении гравитационных волн. Хотя коллаборация Virgo участвовала в этом открытии, однако сам сигнал был зафиксирован лишь на более чувствительных установках LIGO (в сентябре 2015 года).
Первый гравитационный сигнал, выявленный всеми тремя детекторами (Virgo и два LIGO), был обнаружен в августе 2017 года. Он свидетельствовал о слиянии двух чёрных дыр с массами около 31 и 25 солнечных в 1,8 млрд световых лет от Земли.

## Галерея

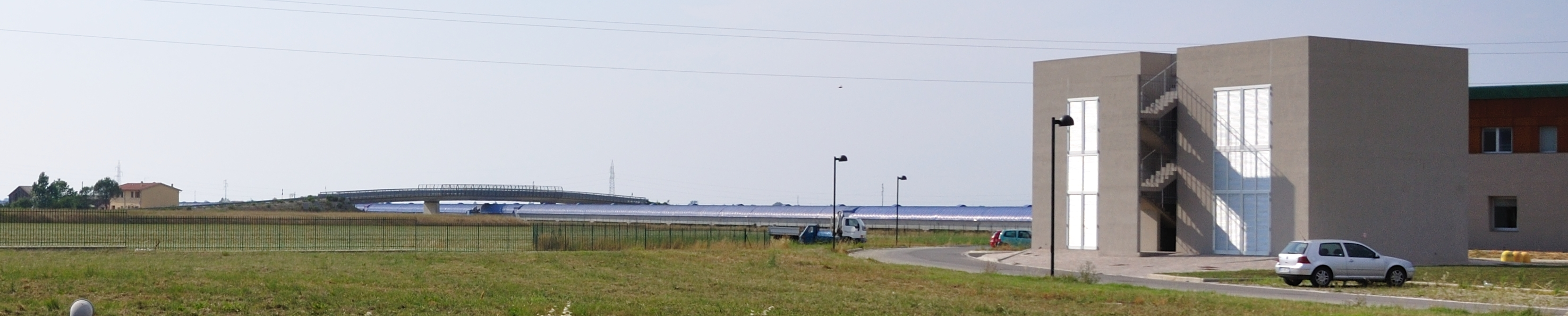
Virgo — вид на административное здание и западную трубу от ворот комплекса

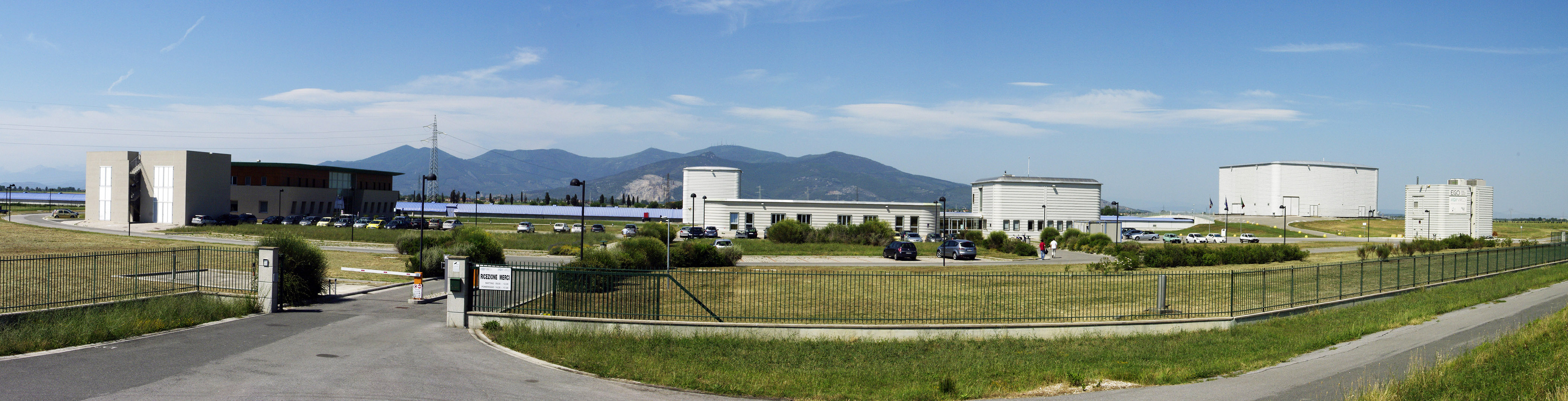
Общий вид
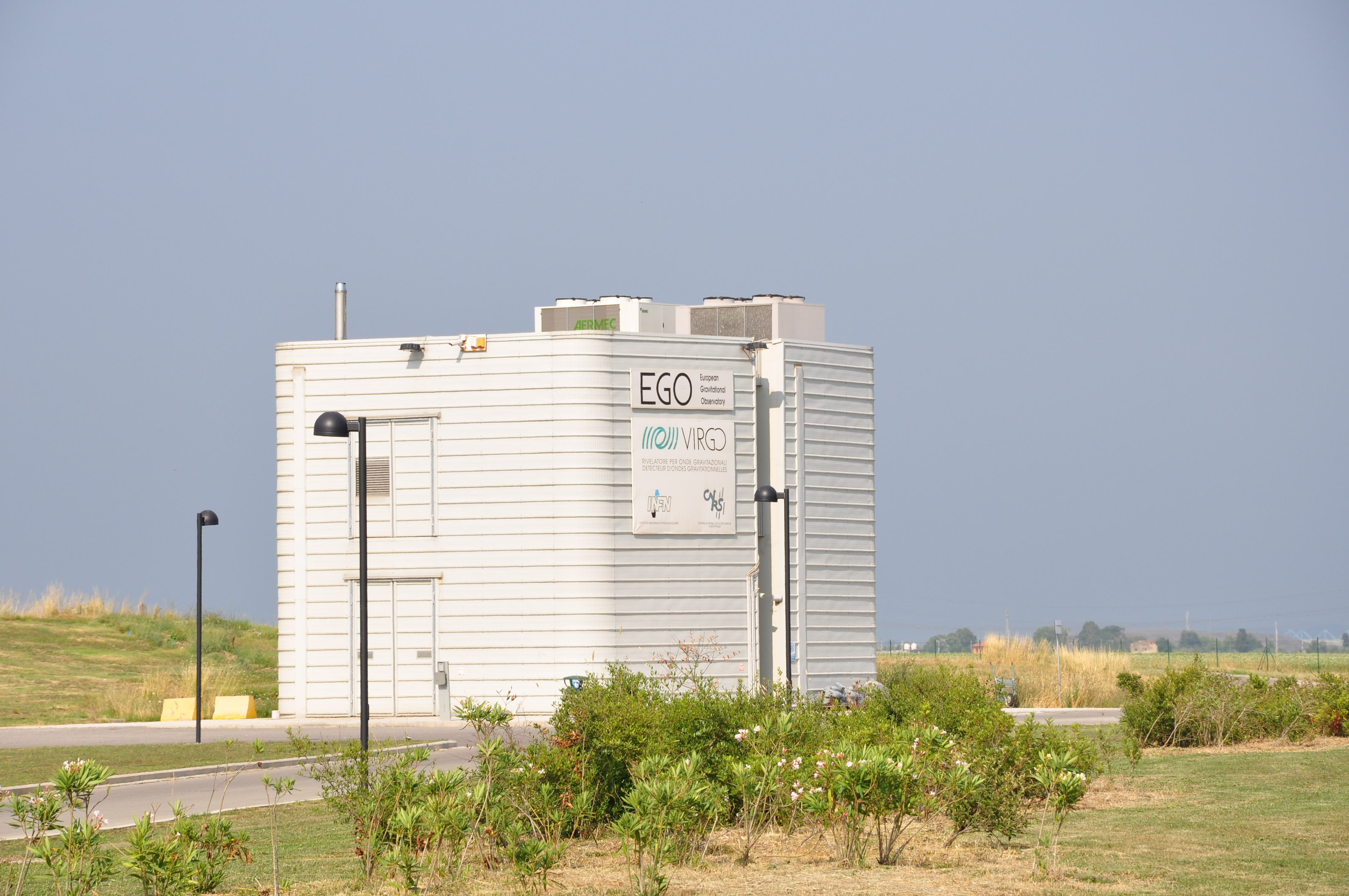
Одно из зданий центральной станции Virgo
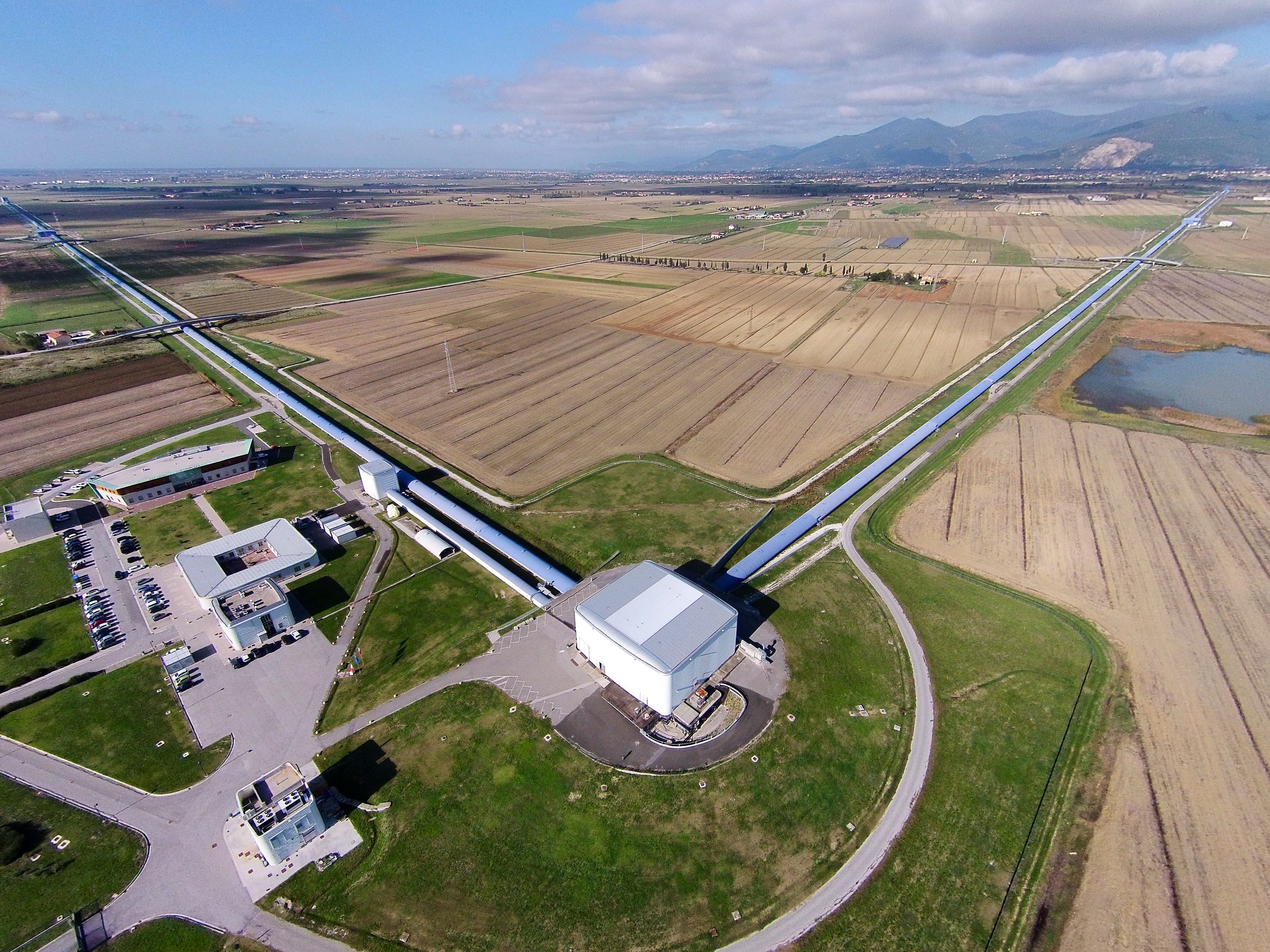
Вид на комплекс с воздуха
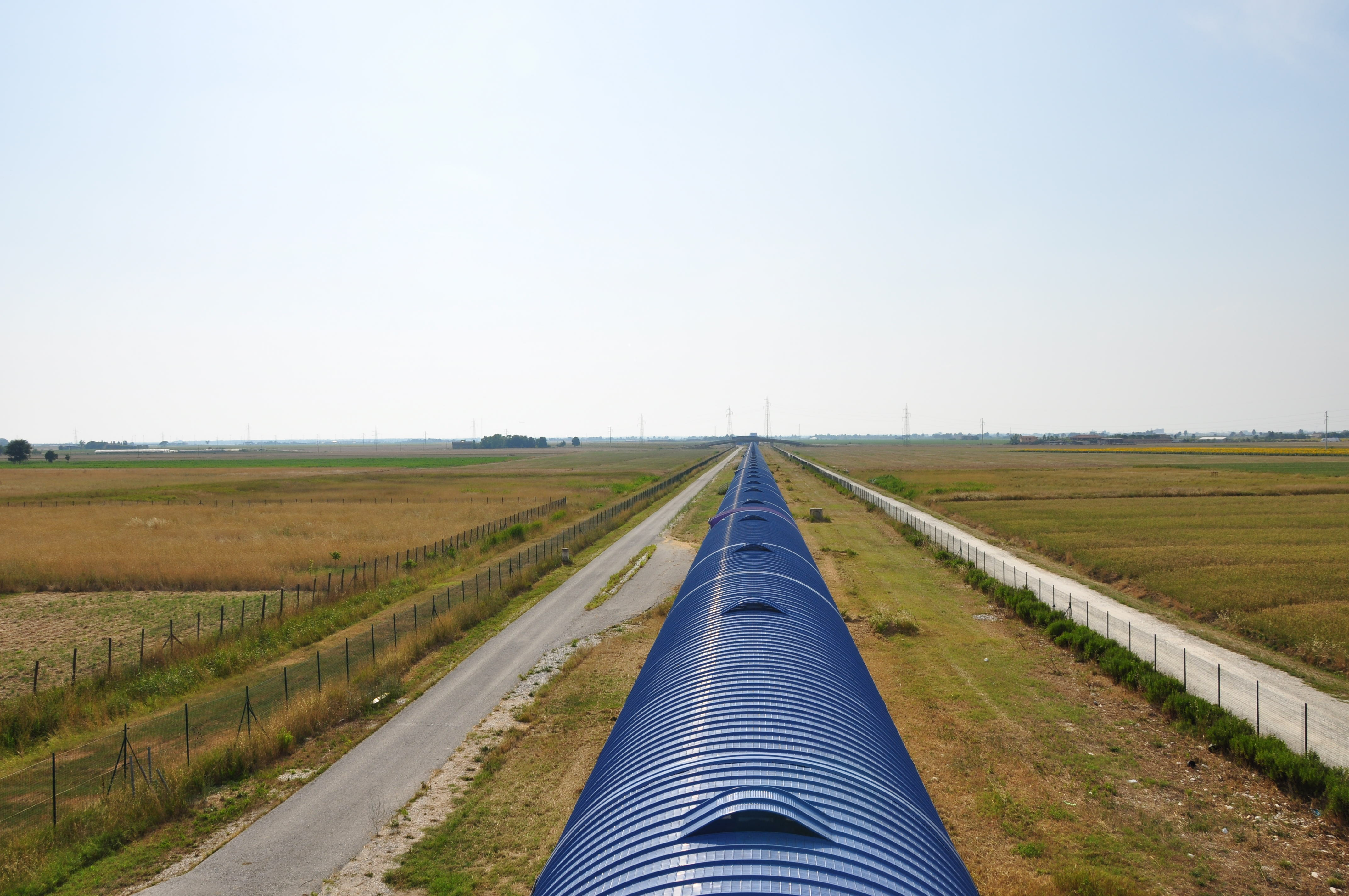
Вид одной из труб Virgo с моста над ней
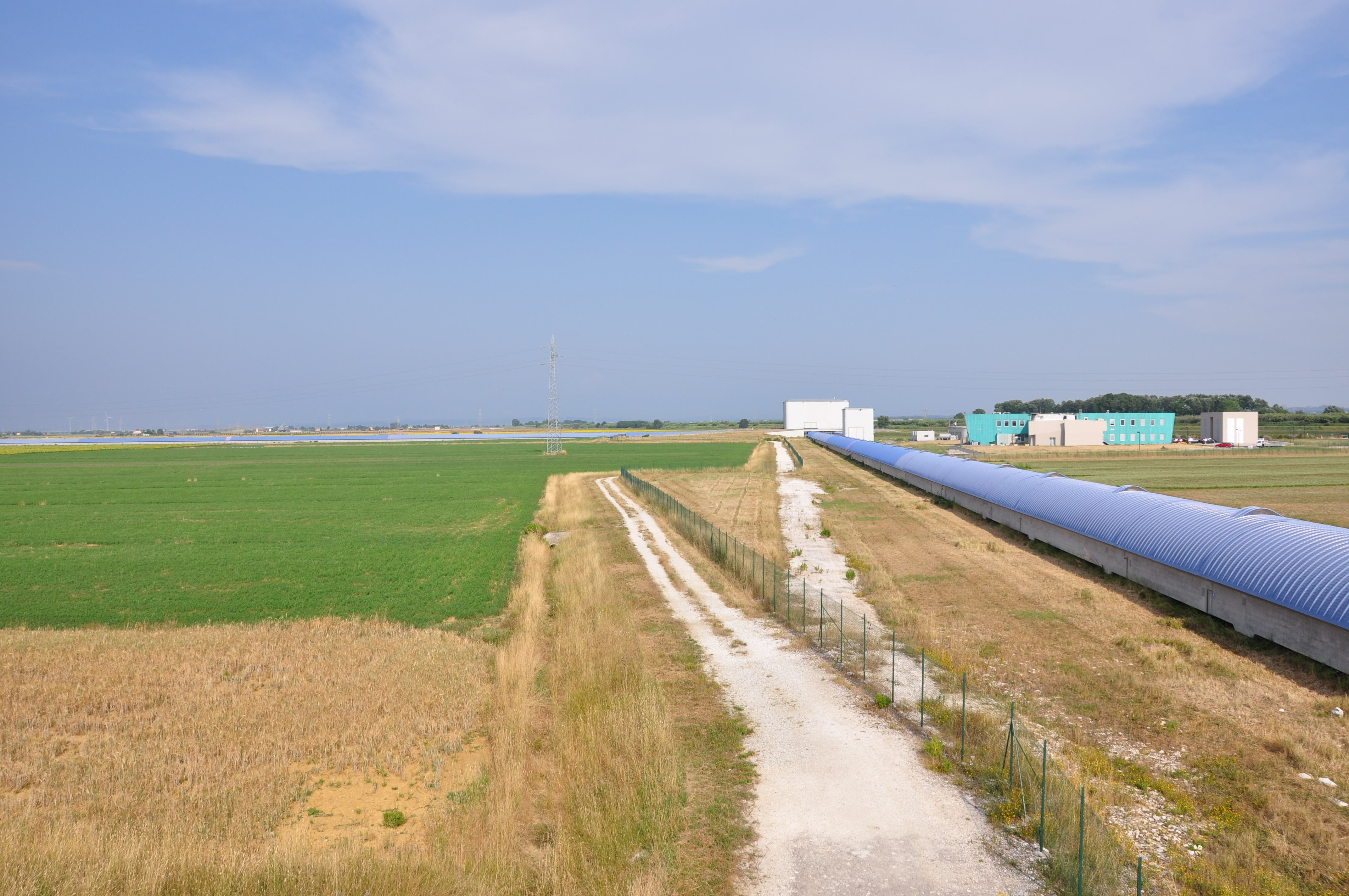
Вид на две трубы Virgo с того же моста в противоположном направлении
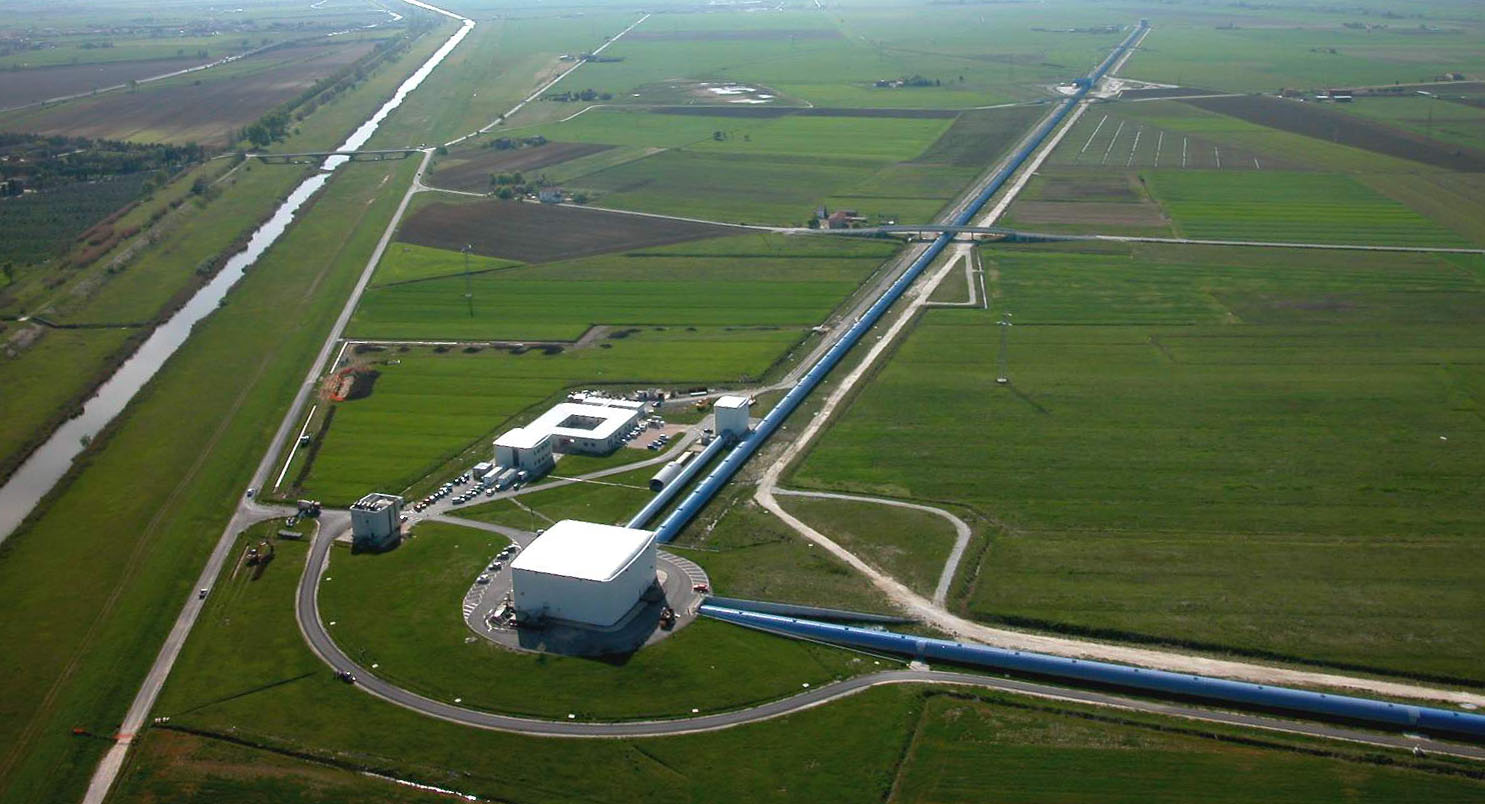
Вид на комплекс с воздуха
Принципиальная схема устройства
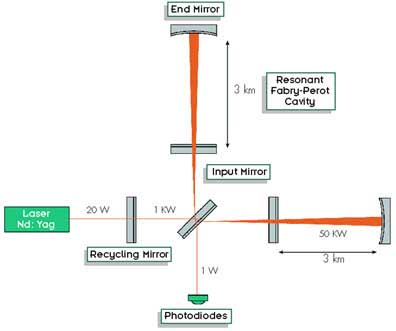
Оптическая схема интерферометра
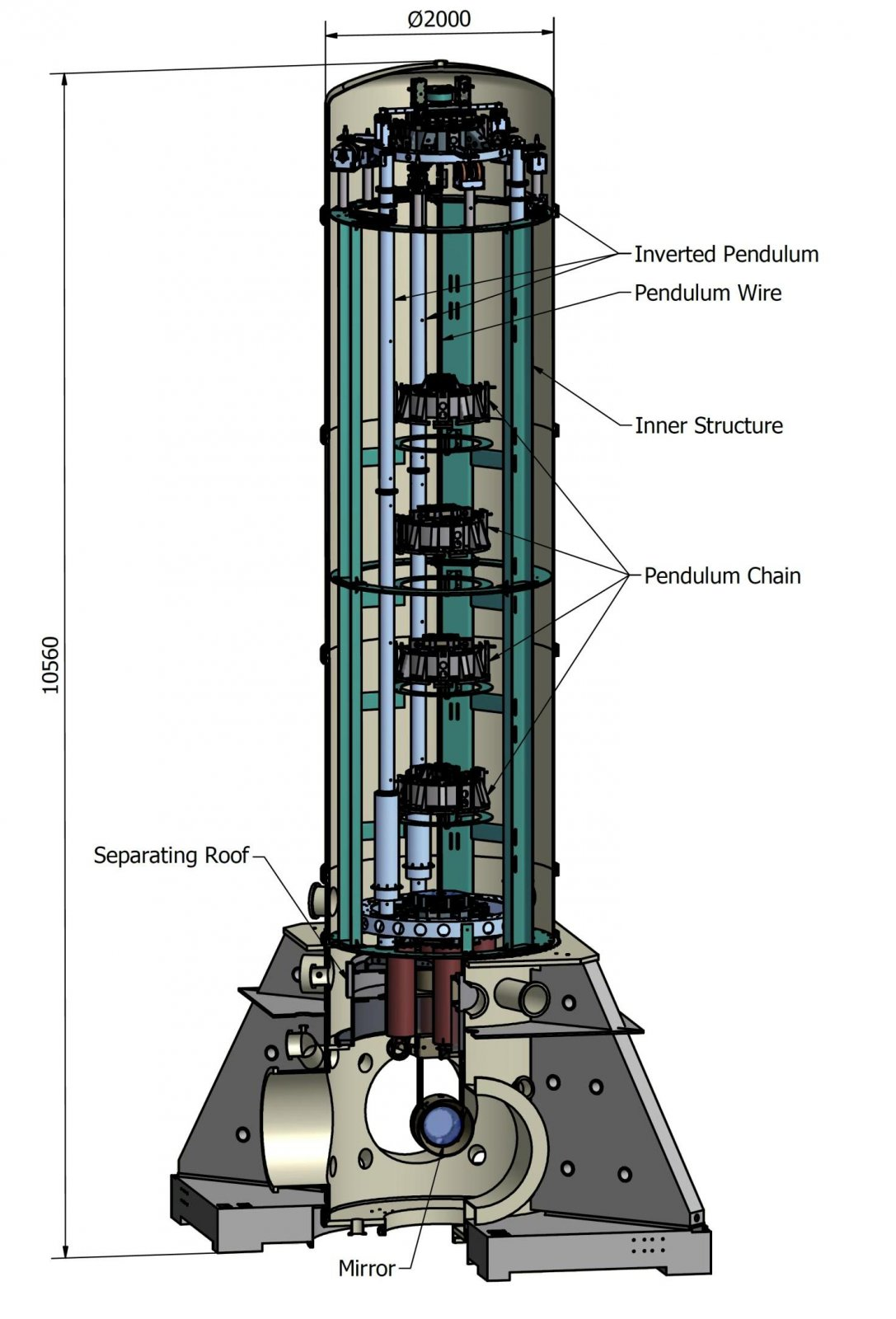
Схема подвесов зеркал нового интерферометра Advanced Virgo
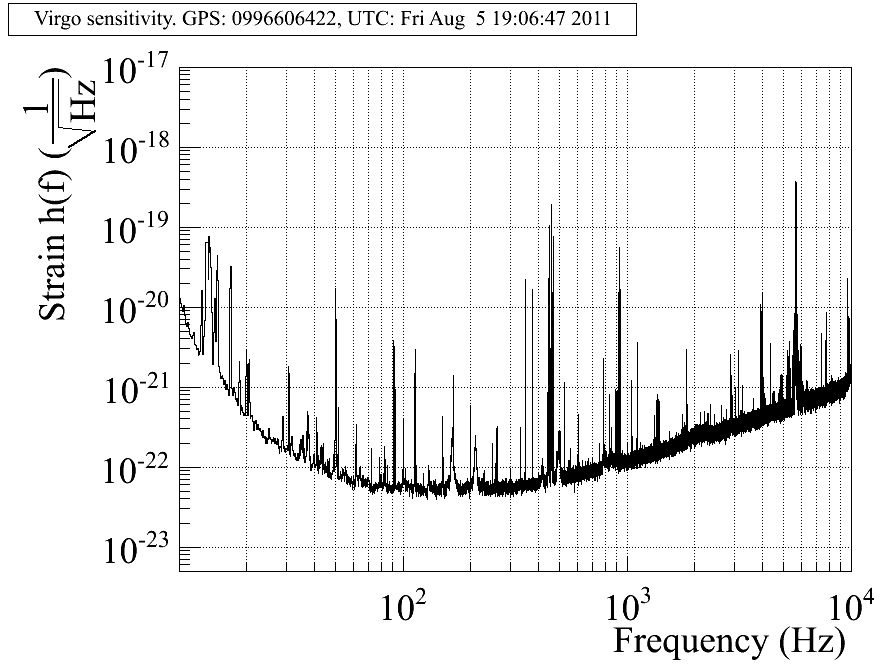
Кривая максимальной достигнутой чувствительности исходного варианта интерферометра, 2011
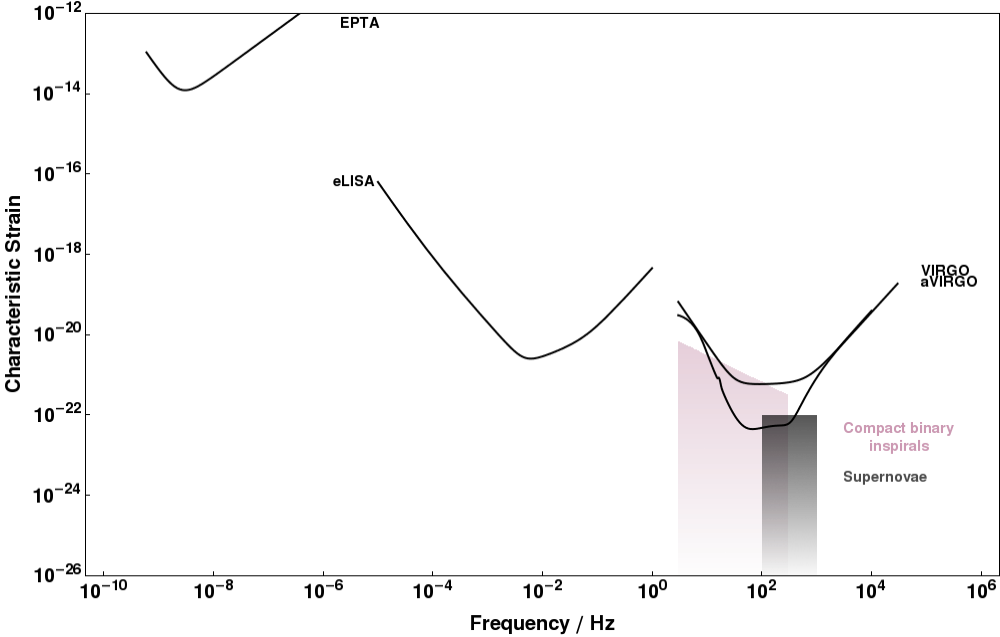
Проектные и достигнутые чувствительности различных средств детектирования гравитационных волн